# Wolfenstein: The Old Blood
Wolfenstein: The Old Blood är en förstapersonsskjutare utvecklad av Machinegames och utgivet av Bethesda Softworks den 5 maj 2015 till Microsoft Windows, Playstation 4 och Xbox One. Spelet är en fristående expansion i Wolfenstein-serien, och en prequel till Wolfenstein: The New Order från 2014. Det utspelar sig i en alternativ historia år 1946 och som följer krigsveteran William "B.J." Blazkowicz och hans uppdrag att lokalisera ett nazistiskt slott. Spelet tillkännagavs den 4 mars 2015.
Spelet spelas från ett förstapersonsperspektiv och dess nivåer navigeras till fots. Berättelsen är uppdelad i kapitel som spelaren fullföljer för att gå vidare genom berättelsen. Den separeras i två sammankopplade kampanjer. Spelet innehåller en mängd olika vapen, inklusive pistoler, hagelgevär och sprängämnen, varav de flesta kan användas med varsin hand. Spelare kan utnyttja ett betäckningssystem genom att luta sig in och ut ur sin betäckning.
Wolfenstein: The Old Blood fick ett mestadels positivt mottagande vid dess lansering. Många recensenter berömde spelets intensiva eldstrider, spännande platser och balansen mellan smygande och action. Många recensenter ogillade spelets berättelse, vilka flera tyckte var den svagaste delen av spelet, och att det är ett steg tillbaka jämfört med berättelsen i The New Order.